# Rybnik
Rybnik är en stad i det polska vojvodskapet Schlesien, nära gränsen till Tjeckien. Rybnik ligger 290 kilometer söder om huvudstaden Warszawa och 100 kilometer väster om Kraków. Staden hade 2022 cirka 136 000 invånare.

## Historia
Stadens namn betyder på fornpolska (liksom på dagens tjeckiska) någonting i stil med "fiskare", efter ordet ryba ("fisk"). Namnet syftar på den stora betydelsen som fiskodling under medeltiden hade för stadens ekonomi.
Rybnik tillhörde tidigare Preussen där den var kretsstad i regeringsområdet Oppeln i provinsen Schlesien. Orten hade 11 656 invånare (1910). Efter Tysklands nederlag i första världskriget 1918 avträddes orten till Polen.

## Vänorter
- Dorsten (Tyskland)
- Bedburg-Hau (Tyskland)
- Eurasburg (Tyskland)
- Saint Vallier (Frankrike)
- Mazamet (Frankrike)
- Liévin (Frankrike)
- Iwano-Frankiwsk (Ukraina)
- Szolnok (Ungern)
- Larissa (Grekland)
- Newtonabbey (Nordirland)
- Karviná (Tjeckien)
- Haderslev (Danmark)
- Vilnius (Litauen)